# Мадагаскарский зелёный голубь
Мадагаскарский зелёный голубь (лат. Treron australis) — вид птиц семейства Columbidae. Был найден на Мадагаскаре, Коморских островах и Майотте. Его естественной средой обитания являются субтропический или тропический сухой лес и субтропический или тропический влажный низинный лес.

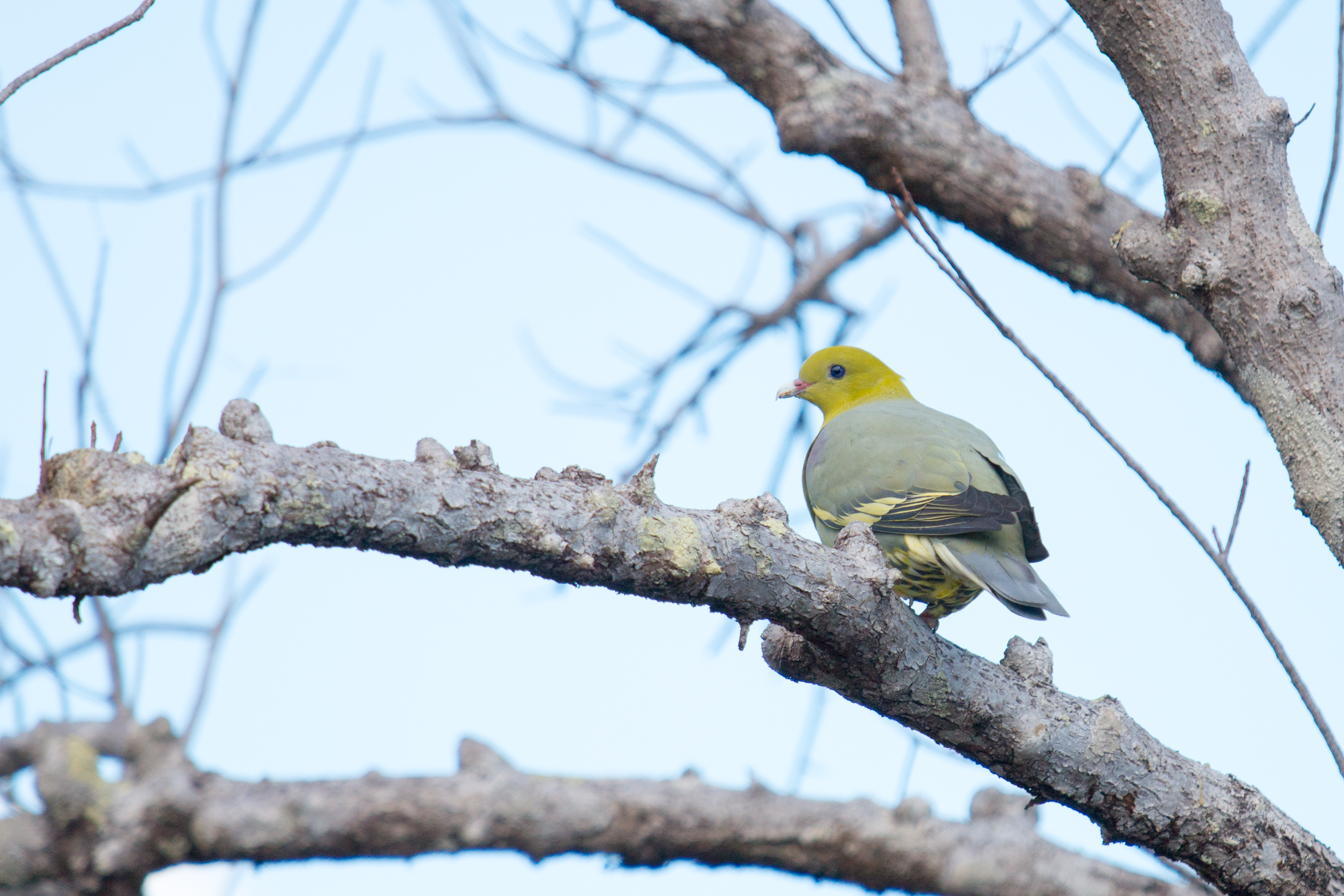
Treron australis на Мадагаскаре

Сохранность вида вызывает наименьшие опасения.
Описан Линнеем в 1771 году. Выделяют 2 подвида: Treron australis australis (L., 1771) и Treron australis xenius Salomonsen, 1934.

## Описание
Длина тела до 32 см, масса 168—256 г. Голова, грудь и шея яркого жёлто-зелёного цвета.